# Tridcat' tri
Tridcat' tri (Тридцать три) è un film del 1965 diretto da Georgij Nikolaevič Danelija.